# Eazy-Duz-It
Eazy-Duz-It is het debuutalbum van de Amerikaanse rapper Eazy-E. De productie werd gedaan door Dr. Dre en DJ Yella. Eazy-Duz-It populariseerde gangsta rap, samen met het album Straight Outta Compton van zijn groep, N.W.A. De teksten werden grotendeels geschreven door MC Ren, Ice Cube en The D.O.C.. De nummers Boyz n the Hood en No More ?'s gaan over het leven in Compton, Californië en de gangster levensstijl.
Het album werd in kaart gebracht op twee verschillende grafieken en ging 2x platina in de Verenigde Staten, ondanks minimale promotie door radio en televisie. Het verkocht twee miljoen exemplaren. In 2003 werd het album geremasterd en bevatte ook Eazy-E's EP 5150: Home 4 tha Sick.

## Tracklist
| Nummer | Titel                   | Artiest                  | Duur |
| ------ | ----------------------- | ------------------------ | ---- |
| 1      | Still Talkin'           | Eazy-E                   | 3:51 |
| 2      | Nobody Move             | Eazy-E                   | 4:49 |
| 3      | Ruthless Villain        | Eazy-E & MC Ren          | 2:59 |
| 4      | 2 Hard Mutha's          | Eazy-E & MC Ren          | 4:26 |
| 5      | Boyz-n-the-Hood (Remix) | Eazy-E                   | 6:22 |
| 6      | Eazy-Duz-It             | Eazy-E                   | 4:21 |
| 7      | We Want Eazy            | Eazy-E, MC Ren & Dr. Dre | 5:01 |
| 8      | Eazy-er Said Than Dunn  | Eazy-E                   | 3:41 |
| 9      | Radio                   | Eazy-E                   | 4:58 |
| 10     | No More ?'s             | Eazy-E                   | 3:55 |
| 11     | I'mma Break It Down     | Eazy-E                   | 3:29 |
| 12     | Eazy-Chapter 8 Verse 10 | Eazy-E                   | 2:11 |